# 豊後大野市消防本部
豊後大野市消防本部（ぶんごおおのししょうぼうほんぶ）は、大分県豊後大野市の消防部局（消防本部）である。管轄区域は豊後大野市全域。

## 主力機械
- 消防ポンプ自動車：1
- 水槽付消防ポンプ自動車：4
- 救急自動車：4
- 救助工作車：1
- 指揮車：4
- 広報車：1
- 資機材運搬車：2
- 支援車：1
- その他：8

2017年4月1日現在

## 沿革
- 1969年（昭和44年）11月 - 野津町、三重町、清川村、千歳村、犬飼町による大野郡東部消防組合設立準備委員会発足。
- 1970年（昭和45年）  
  - 2月 - 組合設立許可。
  - 4月 - 消防本部・消防署の義務設置町村の政令指定。
- 1971年（昭和46年）4月 - 本部・消防署・野津分署・犬飼派出所の開庁及び実働開始。
- 1972年（昭和47年）4月 - 大野町の組合加入を許可。
- 1973年（昭和48年）4月 - 大野分署開庁。
- 1975年（昭和50年）1月 - 犬飼派出所を分署に昇格。
- 2005年（平成17年）
  - 1月1日 - 臼杵市との合併により野津町が大野郡東部消防組合から脱退。
  - 1月1日 - 臼杵市旧野津地区の消防業務を臼杵市消防本部から受託。
  - 3月31日 - 大野郡5町2村（三重町、清川村、緒方町、朝地町、大野町、千歳村、犬飼町）の豊後大野市への合併に伴い、豊後大野市消防本部が発足。
  - 4月 - 旧緒方町、朝地町について竹田市消防本部に事務委託。
- 2007年（平成19年）
  - 3月 - 旧朝地町、大野町を管轄する消防分署を大野町大原1293番地に新築移転し開所式を挙行。
  - 4月 - 竹田市消防本部及び臼杵市消防本部との消防救急事務受委託を解消。
  - 4月 - 犬飼分署、大野分署、緒方分署をそれぞれ東分署、西分署、南分署に名称変更
- 2012年（平成24年）3月 - 消防本部・消防署新庁舎完成（豊後大野市三重町内田2827番地1）。
- 2015年（平成27年）3月 - 消防署東分署新庁舎完成・運用開始[1]。
- 2024年7月16日 - 通信指令業務を大分市消防局内の「おおいた消防指令センター」に移管[3]。

## 組織
- 本部 - 総務課、警防課[1]
- 消防署

## 消防署
| 消防署           | 住所                | 分署                                                                     |
| ---------------- | ------------------- | ------------------------------------------------------------------------ |
| 豊後大野市消防署 | 三重町内田2827番地1 | 南：緒方町上自在384番地 西：大野町大原1293番地 東：犬飼町下津尾4042番地1 |